# Pietro Campori
Pietro Campori (* um 1553 in Castelnuovo di Garfagnana; † 4. Februar 1643 in Cremona) war ein italienischer katholischer Kardinal und Bischof. Er war vom 17. März 1621 bis zu seinem Tod Bischof von Cremona.

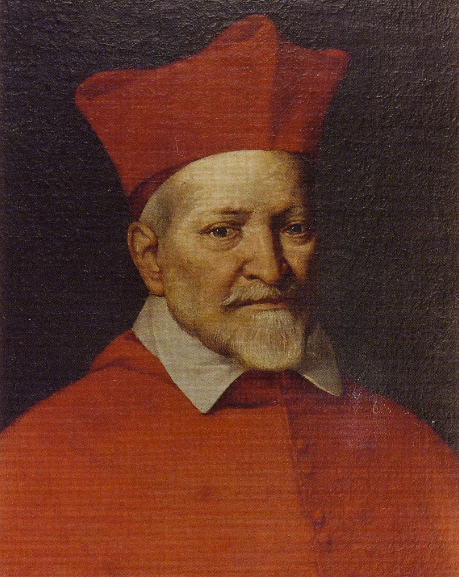
Pietro Kardinal Campori (Ölgemälde 17. Jh.)

Pietro Campori, der nicht ohne Grund als einer der berühmtesten Männer der Garfagnana gilt, war viele Jahre lang Sekretär von Kardinal Scipione Caffarelli-Borghese, dem Neffen von Papst Paul V. Borghese, dem er bereits zuvor als päpstlicher Botschafter in mehreren Königreichen gedient hatte.

## Leben
Pietro Campori wurde in Castelnuovo di Garfagnana als ältestes von 4 Kindern von Giammaria Campori und Vittoria Sandonnini geboren. Seine Familie stammte aus Campori, einem kleinen Dorf in der Nähe von Pieve Fosciana, in der Garfagnana, und war erst vor kurzem in die Stadt gezogen. Sein Vater hatte den Namen seines Herkunftsortes als Nachnamen angenommen. Seine Mutter, Vittoria, Tochter von Onofrio Sandonnini, gehörte zur Familie der Grafen von San Donnino. Nur einer seiner Brüder, Giovanni Battista, hatte Nachkommen. Aus diesem Zweig stammte die Adelsfamilie Campori, die Marchesi von Soliera.
Später zog die Familie nach Modena, wo sie dem dortigen Adel angehörte. Er studierte Jura in Lucca und Pisa, wo er den Doktortitel utrique iuris erwarb und zum Priester geweiht wurde, danach ging er nach Rom. Als Mitarbeiter von Cesare Speciano, Bischof von Novara, dann von Cremona und apostolischer Nuntius in Spanien und Österreich, wurde er am Madrider Hof für seine verschiedenen diplomatischen Missionen im Namen des Kirchenstaates sehr geschätzt. Seine Erfolge öffneten ihm die Türen zu verschiedenen Botschaften und er zeichnete sich erneut an der Seite des Herzogs von Bayern in den Kriegen in Ungarn gegen das Osmanische Reich aus. Nach seiner Rückkehr nach Rom wurde Pietro Campori sofort von Papst Paul V. in den Dienst des Hauses Borghese gestellt.
Seine Talente dienten also dem Neffen des Papstes, Kardinal Scipione Borghese-Caffarelli, und brachten ihm die Position des Sekretärs ein. Papst Paul V. dankte ihm mit einer Commendatura des Heiligen Geistes und dem Rang eines Generals im gleichen Orden. Fast unmittelbar nach dieser Ernennung erfolgte im Konsistorium vom 19. September 1616 die Erhebung zum Kardinal mit der Titelkirche San Tommaso in Parione. Diese Nachricht war Anlass zu großer Freude seiner Heimat, der Garfagnana, und insbesondere in Castelnuovo di Garfagnana. Der Stadtrat schickte den Ritter Sigismondo Bertacchi nach Rom, um dem neuen Kardinal zu gratulieren und ihm die Unterstützung der gesamten Gemeinde Garfagnana zuzusichern. Es muss erwähnt werden, dass seine Kardinalserhebung auf Kosten von Pellegrino Bertacchi, dem Bruder des oben genannten Sigismondo, Bischof von Modena, erfolgte, der von der Römischen Kurie, aber nicht von Seiten des Papstes bevorzugt wurde.
Pietro Campori übernahm das Sekretariat verschiedener Kongregationen, das der Bischöfe und Regularen, das des Heiligen Konzils von Trient und schließlich das des Heiligen Offiziums. Er nahm nach dem Tod von Paul V. am Konklave teil, das den Kardinal aus Bologna zum neuen Papst wählte, der den Namen Gregor XV. trug und ihn zum Bischof von Cremona machte. Pietro Campori wurde dann am 16. März 1621 in Rom von Kardinal Giovanni Battista Leni zum Bischof geweiht. Es ist anzumerken, dass während des Konklaves Camporis Name sofort als Borghese-Kandidat in Umlauf gebracht wurde. Die starke Opposition gegen eine Vorherrschaft der Borghese verhinderten die Wahl.
Campori nahm auch am Konklave von 1623 teil, in dem Urban VIII. gewählt wurde.
Kardinal-Bischof Campori starb am 4. Februar 1643 im Alter von 89 Jahren in Cremona und wurde mit einer feierlichen Trauerfeier im Dom neben seinem Vorgänger und Freund, Bischof Cesare Speciano, beigesetzt.